# Eremias nigrocellata
Eremias nigrocellata es una especie de lagarto del género Eremias, familia Lacertidae, orden Squamata. Fue descrita científicamente por Nikolsky en 1896.

## Descripción
La longitud hocico-respiradero es de 64 milímetros y presenta un peso de 6,1 gramos.

## Distribución
Se distribuye por Turkmenistán, Uzbekistán, Tayikistán, Irán y Afganistán.